# Rafael Valle
Rafael Valle González (n. 1 martie 1938, San Juan, Puerto Rico – d. 2 ianuarie 2024) a fost un jucător profesionist de baschet portorican. În anii 1950 și 1960, a jucat la echipele Cangrejeros de Santurce și Santos de San Juan în Liga Națională de Baschet din Puerto Rico.
În acea perioadă, el a fost, de asemenea, membru al echipei naționale de baschet din Puerto Rico, conducând echipa pe locul 13 la Jocurile Olimpice de vară din 1960 de la Roma, unde a marcat 127 de puncte în șapte jocuri. În 1956, a fost cel mai mare marcator al ligii, cu 693 de puncte în 24 de jocuri, pentru o medie de 28,5 puncte pe meci.
În 2008, a fost selectat drept unul dintre cei mai buni 12 jucători din istoria baschetului portorican între 1920 și 1969. Într-un interviu, antrenorul Flor Meléndez l-a ales pe Valle ca parte din echipa lui all-time din toate timpurile, cu cinci porturi în poziția de avans putere, împreună cu PG. Pachín Vicens, SG. Neftalí Rivera, SF. Raymond Dalmau, C. José 'Piculín' Ortiz.
Valle avea 1,93 m înălțime și cântărea 91 kg. A murit pe 2 ianuarie 2024, la vârsta de 85 de ani.